# Chodory
Chodory – wieś w Polsce położona w województwie podlaskim, w powiecie białostockim, w gminie Turośń Kościelna.
W latach 1975–1998 miejscowość administracyjnie należała do województwa białostockiego.

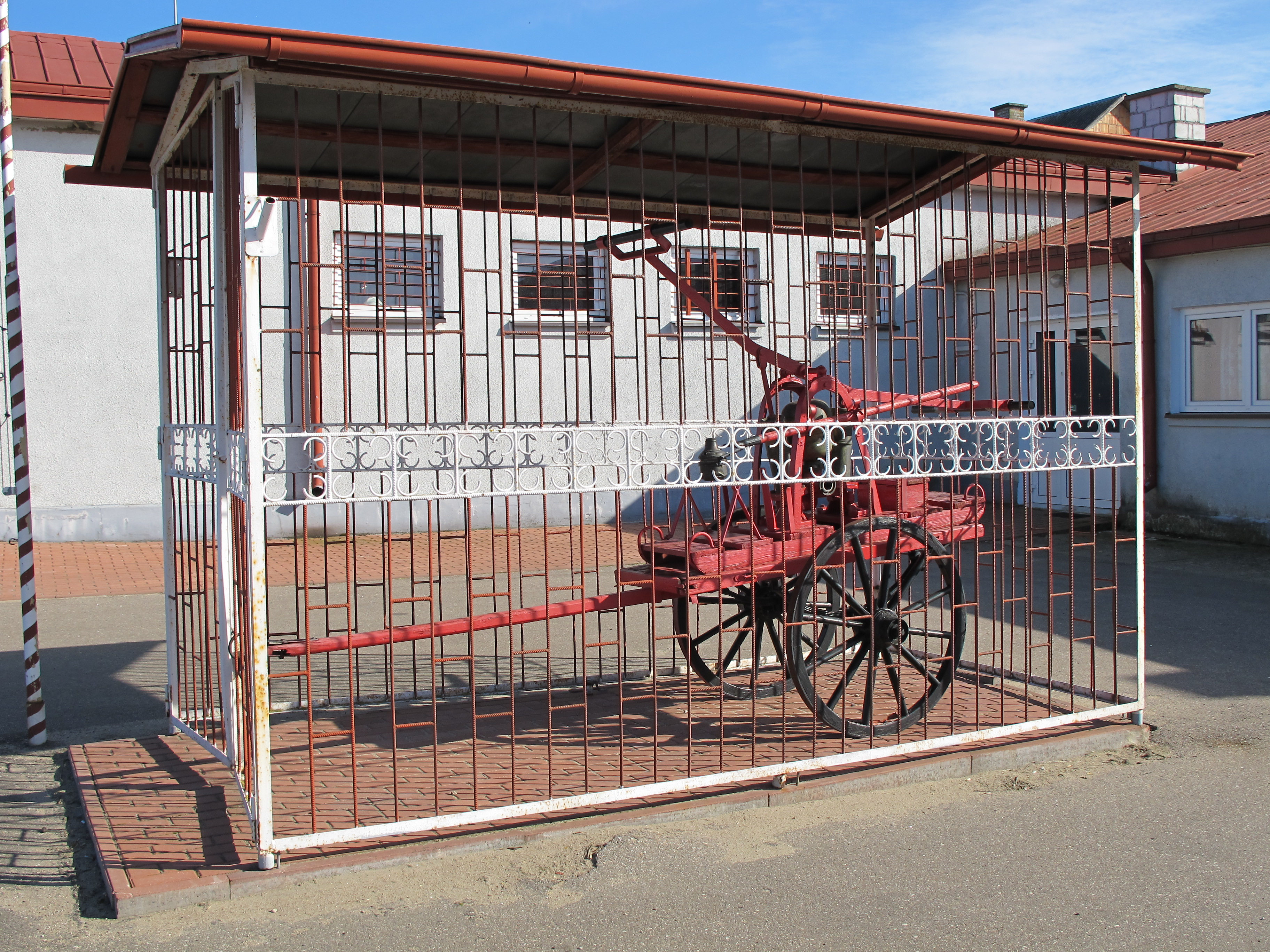
Stara pompa strażacka przy remizie OSP

Licząca 136 mieszkańców wieś Chodory (stan z dnia 1.01.2013 r.) jest niewielką miejscowością w powiecie białostockim w gminie Turośń Kościelna. Chodory leżą 25 km na południowy zachód od Białegostoku, w kierunku południowym od Turośni Kościelnej (6 km) oraz na północny wschód od Suraża (10 km). Wieś sąsiaduje z miejscowościami: Dołki, Czaczki Wielkie, Czaczki Małe i Rynki (z kościołem NMP Częstochowskiej). Wieś jest minimalnie rozproszona - mniejsza część mieszkańców mieszka w tzw. koloniach. Przez kolonię przebiegają szlaki turystyczne: Podlaski Szlak Bociani i Dolina Narwi. Z tejże miejscowości pochodzi znany malarz, grafik, karykaturzysta Antoni Chodorowski.

Wierni kościoła rzymskokatolickiego należą do parafii Najświętszej Maryi Panny Częstochowskiej w Rynkach.